# Mycomya forestaria
Mycomya forestaria är en tvåvingeart som först beskrevs av Eberhard Plassmann 1978.  Mycomya forestaria ingår i släktet Mycomya och familjen svampmyggor. Enligt den finländska rödlistan är arten nära hotad i Finland. Arten är reproducerande i Sverige. Artens livsmiljö är naturmoskogar. Inga underarter finns listade i Catalogue of Life.